# Bahnhof Femøren
Femøren ist eine oberirdische U-Bahn-Station in der dänischen Hauptstadt Kopenhagen. Die Station wird von der Linie M2 des Kopenhagener U-Bahn-Systems bedient.
Die Station wurde am 28. September 2007 für den neuerbauten U-Bahn-Abschnitt Lufthavnen-Lergravsparken eröffnet. Der Bahnhof befindet sich oberirdisch in Hochlage. Es besteht Umsteigemöglichkeit zu diversen Buslinien.